# Паутина (телесериал)
«Паути́на» — российский многосерийный криминальный детектив от компании Форвард-Фильм. Сюжет повествует о судьбе оперуполномоченного Фёдора Туманова и его напарника Петра Грекова.

## Сюжет
Главный герой, начальник убойного отдела, Федор Туманов - опер добросовестный и бывалый. Находясь на страже закона, ему все время приходится «ходить по лезвию бритвы»: его то «подставляют» свои, то за ним охотятся чужие. Но на сей раз «паутина» его затянула очень серьезно. Туманов и раньше был костью в горле у авторитетов бандитского мира. Но, заимев компрометирующую информацию на империю старого вора Мономаха, он обретает в его лице очень опасного врага. Каждый отчаянно борется за свое дело и за свои интересы. Миром им не разойтись...

## В ролях

### Первый сезон
- Олег Харитонов — Фёдор Иванович Туманов, капитан, старший оперуполномоченный убойного отдела
- Олег Шкловский — Георгий Вахтангович Манукидзе, «Мономах», вор в законе, был убит по приказу генерала ФСБ
- Виктор Запорожский — Валерий Павлович Липков, заместитель прокурора
- Олег Филипчик — Пётр Греков, оперуполномоченный
- Юрий Брешин — Юрий Викторович Ефремов, полковник милиции/полиции, начальник убойного отдела ГУМВД России по городу Москве
- Владимир Никитин — Владимир Антонович Мушкаренко, криминалист, судмедэксперт (в 5 сезоне вышел на пенсию)
- Александр Павлов — Иван Спиридонович Погребняк, генерал-лейтенант МВД (1-3 сезоны). Дальнейшая судьба неизвестна, возможно, ушёл в отставку после скандала, связанного с преступной деятельностью генерал-полковника юстиции Ерохина (3 сезон 12 серия)
- Александр Макаров — майор Злобин, старший следователь Следственного комитета (3 сезон)
- Александр Базоев — † генерал-полковник юстиции (Государственный советник юстиции 1 класса) Ерохин. Пытался выгородить своего сына, по совместительству — маньяка по прозвищу «Диетолог» (3 сезон). Убит майором Злобиным при попытке застрелить Туманова
- Дмитрий Гусев — Дмитрий Румянцев, эксперт-криминалист. Сменил Мушкаренко после его выхода на пенсию. В 6 сезоне женился и уехал в Санкт-Петербург
- Юлия Михайлова — † Гертруда, подруга, а с 4 сезона — жена Туманова (погибла от удара кастетом по голове в 12 серии 5 сезона)
- Марина Вайнбранд — Марина Соломатина, капитан/младший советник юстиции, следователь прокуратуры/следственного комитета, бывшая девушка Туманова, родила от него ребёнка
- Ксения Дементьева — Наталья Марецкая, жена Грекова
- Илья Роговин — Илья Голицын, судмедэксперт, компьютерщик (с 6 сезона)
- Дмитрий Осипов — Олег, парень в клубе, который впоследствии оказывается наркоманом (6 сезон), также появляется в эпизодической роли продавца-консультанта (5 сезон)
- Сергей Пласкин — Степанович, судмедэксперт (с 6 сезона)
- Кирилл Грацинский — Григорий Журбин, лейтенант полиции, бывший сотрудник отдела «К», техник (с 6 сезона)
- Анна Бачалова — Анастасия Малинкина, врач-кардиолог, возлюбленная Туманова (с 7 сезона)
- Анастасия Сапожникова — Ольга Медяник, сотрудник Управления собственной безопасности (с 8 сезона)
- Юлия Пересильд — Дарья Аверина, подруга Фёдора Туманова

## Телевизионные рейтинги
| Сезон | Кол-во эпизодов | Первый эпизод сезона  | Первый эпизод сезона          | Последний эпизод сезона | Последний эпизод сезона       | Средняя аудитория (в миллионах) |
| Сезон | Кол-во эпизодов | Дата                  | Кол-во зрителей (в миллионах) | Дата                    | Кол-во зрителей (в миллионах) | Средняя аудитория (в миллионах) |
| ----- | --------------- | --------------------- | ----------------------------- | ----------------------- | ----------------------------- | ------------------------------- |
| 1     | 16              | 10 сентября 2008 года |                               |                         |                               |                                 |
| 2     | 12              | 15 января 2009 года   |                               | 19 мая 2009 года        |                               |                                 |
| 3     | 12              | 22 сентября 2010 года |                               | 17 мая 2010 года        |                               |                                 |
| 4     | 16              | 11 января 2011 года   |                               |                         |                               |                                 |
| 5     | 16              | 10 января 2012 года   |                               |                         |                               |                                 |
| 6     | 24              | 9 января 2013 года    |                               |                         |                               |                                 |
| 7     | 24              | 12 января 2014 года   |                               |                         |                               |                                 |
| 8     | 24              | 11 января 2015 года   |                               |                         |                               |                                 |
| 9     | 24              | 11 января 2016 года   |                               |                         |                               |                                 |
| 10    | 24              | 16 января 2017 года   |                               | 22 февраля 2017 года    |                               |                                 |
| 11    | 24              | 7 ноября 2017 года    |                               |                         |                               |                                 |